# Abtrieb (Kochen)
Unter Abtrieb (auch: Butterabtrieb, Abtriebmasse) versteht man jene Masse, die aus mit dem Mixer flaumig gerührter Butter, Staubzucker und Eidottern entsteht. Es handelt sich hierbei um einen küchentechnischen Begriff, der vorwiegend in älteren Kochbüchern explizit verwendet wurde und am ehesten dem bayrisch-österreichischen Küchenwortschatz zuzurechnen ist.
Die Masse dient als Grundlage für Rührmassen wie die gleichschwere Masse (z. B. Apfelkuchen), die Sandmasse (z. B. Gugelhupf) oder – unter Austausch von Butter gegen Öl – für die Ölmasse.